# Opfermoor

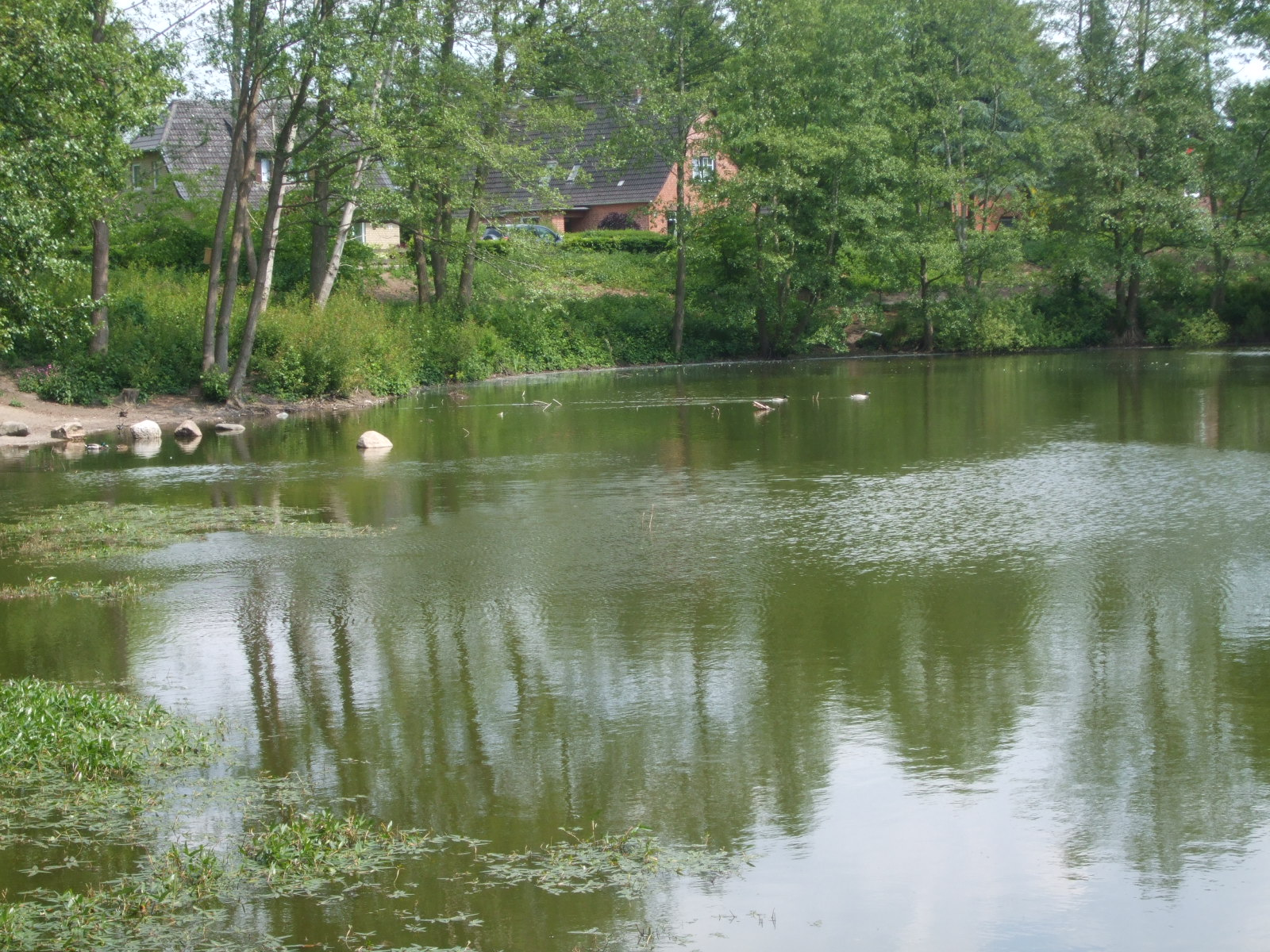
Fundort Opferplatz im Thorsberger Moor

Als Opfermoor wird ein archäologischer Fundplatz bezeichnet, der in vor- und frühgeschichtlicher Zeit in einem moorigen oder sumpfigen Kontext als Ort für kultische Opfer bestand. Opfermoore sind aus Dänemark, Deutschland, Großbritannien, Irland, Skandinavien und den Niederlanden bekannt. Die Fundplätze in Nordeuropa stehen mit den germanischen Kulturen in Verbindung, einzelne Orte wurden seit der Jungsteinzeit genutzt. Ein Opfermoor kann auch ein Gewässer sein, das erst später vermoorte; so dass die Opfermoore wissenschaftlich den Quellheiligtümern und Quellopfern zugeordnet werden. 
Die Bezeichnung dieser Plätze als Opfermoor gründet sich auf archäologisch festgestellten Gegenständen, die dort als Opfergut und anhand der besonderen Fundsituationen einer absichtlichen Entäußerung erkannt wurden. Diese Situationen in Kombination mit den materiellen Funden stellt den Bezug zur religiös-kultischen Sphäre der Deponierenden oder der Gegenstände im jeweiligen kulturellen Umfeld her. 
Opfer waren bei germanischen Stämmen ein zentrales Mittel der Kontaktierung der Gottheiten. Durch das zugrundeliegende Prinzip des do ut des („ich gebe, damit du gibst“) wurden eine Vielzahl von deponierten Gegenständen aus Alltagskultur und Kunsthandwerk sowie Reste von Lebensmitteln gefunden. Ganze Tiere oder Teile von ihnen wurden im Rahmen eines Opfermahls verzehrt bzw. niedergelegt.  
Besonders Waffen oder Rüstungsbestandteile wurden in der Regel vor der Niederlegung unbrauchbar gemacht, teilweise mit kurzen Runeninschriften versehen. Da diese mit Absicht niedergelegt oder versenkt wurden, wurde das Beutegut offenbar geopfert, um der Gottheit für einen errungenen Erfolg zu danken oder ihr den Sieg zu weihen. In diesen Kontext wurden Moorleichen als Menschenopfer vermutet. Nur bei wenigen der etwa 500 gefundenen Moorleichen ist jedoch eine Opferung eindeutig beweisbar. Kriegsgefangene und Sklaven wurden jedoch in Mooren versenkt wie im Kriegskontext allgemein geopfert.
In der Nähe von einigen Opfermooren wurden Pfahlgötzen gefunden.
Für die Archäologie stellen Opfermoore eine besonders informative Quelle dar, da in den Gewässern eine sehr große Anzahl an Objekten niedergebracht wurde und sich viele organische Objekte gut erhalten haben. Da die meisten Opfermoore über einen längeren Zeitraum in Gebrauch waren, lässt sich an der Schichtung der versenkten Objekte die zeitliche Abfolge der Niederlegungen ebenso wie deren relative Datierung rekonstruieren.

## Bekannte Opfermoore
Bekannte und wissenschaftlich bedeutende Opfermoore sind:
- in Deutschland
  - Thorsberger Moor (Schleswig-Holstein)
  - Opfermoor Niederdorla (Thüringen)

- in Dänemark
  - Brøns Mose
  - Nydamer Moor
  - Kragehul
  - Illerup Ådal
  - Illemose
  - Vimose

- in Schweden
  - Finnestorp
  - Skedemosse